# جامعة نزوى
جامعة نزوى هي مؤسسة أكاديمية أهلية ذات نفع عام تقع في ولاية نزوى بمحافظة الداخلية في سلطنة عمان. تأسست في العام 2004م حسب القرار الوزاري رقم 1 لسنة 2004م الصادر من وزارة التعليم العالي والبحث العلمي والإبتكار في سلطنة عمان. بدأت الجامعة نشاطها الأكاديمي باستقبالها الدفعة الأولى في 16 أكتوبر 2004م.

## الكليات والمعاهد
تضم الجامعة أربع كليات و 3 معاهد وهي:

### الكليات
- كلية العلوم والآداب
- كلية الاقتصاد والإدارة ونظم المعلومات
- كلية الهندسة والعمارة
- كلية العلوم الصحية

### المعاهد
- معهد التأسيس
- معهد الضاد لتدريس العربية للناطقين بغيرها
- معهد التعلم مدى الحياة
- كذلك يوجد مركز مهارات الكتابة بالجامعة، والذي يهدف إلى تعزيز وتطوير مهارات الكتابة لدى الطلبة والطالبات في مختلف اللغات (اللغة العربية، اللغة الإنجليزية، اللغة الألمانية واللغة الفرنسية) لذلك يحتوي المركز على مختبرين - في الوقت الحالي إلى أن يتم افتتاح المختبرات الأخرى مستقبلًا- ، هما:

```
1- مختبر اللغة العربية.
2- مختبر اللغة الإنجليزية.
```

- ويسعى المركز جاهدا إلى افتتاح مختبرين آخرين مستقبلًا هما:

```
1- مختبر اللغة الألمانية.
2- مختبر اللغة الفرنسية.
```

## البرامج
تقدم الجامعة 82 برنامجا دراسيا يشمل مراحل الماجستير والبكالوريوس والدبلوم.
- دبلوم في اللغة العربية
- دبلوم في التقنية الحيوية
- دبلوم في الكيمياء
- دبلوم في علوم الحاسوب
- دبلوم في اللغات الأجنبية (اللغة الإنجليزية والترجمة)
- دبلوم في اللغات الأجنبية (اللغة الفرنسية والترجمة)
- دبلوم في اللغات الأجنبية (اللغة الألمانية والترجمة)
- دبلوم في الرياضيات
- دبلوم في الفيزياء
- دبلوم في الإحصاء
- بكالوريوس في اللغات الأجنبية (اللغة الإنجليزية والترجمة)
- بكالوريوس في اللغة العربية
- بكالوريوس في اللغات الأجنبية (اللغة الفرنسية والترجمة)
- بكالوريوس في اللغات الأجنبية (اللغة الألمانية والترجمة)
- بكالوريوس تربية في اللغة العربية
- بكالوريوس تربية في الأحياء
- بكالوريوس تربية في الكيمياء
- بكالوريوس تربية في الحاسوب
- بكالوريوس تربية في اللغة الإنجليزية
- بكالوريوس تربية في التربية الفنية
- بكالوريوس فنون جميلة (تصميم الأزياء)
- بكالوريوس فنون جميلة (تصميم الحلي والمجوهرات)
- بكالوريوس تربية في رياض الأطفال
- بكالوريوس تربية في الرياضيات
- بكالوريوس تربية في الفيزياء
- بكالوريوس تربية في التربية الخاصة
- بكالوريوس في التقنية الحيوية
- بكالوريوس في الكيمياء
- بكالوريوس في علوم الحاسوب
- بكالوريوس في الرياضيات
- بكالوريوس في الفيزياء
- بكالوريوس في الإحصاء
- ماجستير في اللغة العربية وآدابها
- ماجستير تربية في الإدارة التعليمية
- ماجستير تربية في الإرشاد والتوجيه
- ماجستير في تدريس اللغة العربية للناطقين بغيرها
- ماجستير في اللغة الإنجليزية وآدابها
- ماجستير في تدريس اللغة الإنجليزية للناطقين بغيرها
- ماجستير في اللغة الإنجليزية والترجمة
- ماجستير في الكيمياء - الكيمياء العضوية التطبيقية
- ماجستير في الكيمياء - الكيمياء الأجهزة التحليلية
- دبلوم العلوم في الاقتصاد والمالية
- دبلوم العلوم في تصميم الويب وأمن المعلومات
- دبلوم في المحاسبة
- دبلوم في إدارة الأعمال
- دبلوم في نظم المعلومات
- دبلوم في التجارة الدولية والمالية
- دبلوم في التسويق
- دبلوم في إدارة المشاريع الترفيهية
- بكالوريوس في المحاسبة
- بكالوريوس في إدارة الأعمال
- بكالوريوس في التسويق
- بكالوريوس في إدارة المشاريع الترفيهية
- بكالوريوس العلوم في الاقتصاد والمالية - الإدارة المالية
- بكالوريوس العلوم في الاقتصاد والمالية - الاقتصاد الدولي
- بكالوريوس العلوم في الاقتصاد والمالية - البنوك الإسلامية والمالية
- بكالوريوس العلوم في الاقتصاد والمالية - اقتصاد الموارد الطبيعية
- بكالوريوس في نظم المعلومات
- بكالوريوس في التجارة الدولية والمالية
- بكالوريوس في إدارة العمليات
- بكالوريوس العلوم في تصميم الويب وأمن المعلومات
- ماجستير في إدارة الأعمال
- ماجستير في الاقتصاد
- ماجستير في نظم المعلومات
- دبلوم في التمريض
- دبلوم في الصيدلة
- بكالوريوس في الصيدلة
- بكالوريوس في التمريض
- دبلوم في علم العمارة
- دبلوم في التقنيات الكيميائية والبتروكيميائية
- دبلوم في التقنيات المدنية
- دبلوم في تقنيات الحاسوب
- دبلوم في التقنيات الكهربائية
- دبلوم في التقنيات البيئية
- دبلوم في تقنيات التصميم الداخلي والديكور
- بكالوريوس في علم العمارة
- بكالوريوس في الهندسة المدنية
- بكالوريوس في هندسة الحاسوب
- بكالوريوس في الهندسة البيئية
- بكالوريوس في هندسة التصميم الداخلي والديكور
- بكالوريوس في الهندسة الكيميائية والبتروكيميائية
- بكالوريوس في الهندسة الكهربائية

## المجالس
تتوفر بالجامعة عدة مجالس وظيفتها مساندة الإدارة العليا في تقديم الاستشارات الأكاديمية والمالية والإدارية وفي تنفيذ القرارات وتقديم المقترحات.
- مجلس الأمناء
- المجلس الاستشاري
- المجلس الأكاديمي
- المجلس التنفيذي
- مجلس البحث العلمي
- مجلس النشر
- مجلس شؤون الطلاب

## الدوائر والوحدات الإدارية
- عمادة القبول والتسجيل
- عمادة ضبط الجودة
- أمانة شؤون الطلاب
- دائرة الإعلام والتسويق
- دائرة الموارد البشرية
- دائرة الشؤون المالية
- الإدارة المتكاملة للمرافق
- دائرة العلاقات العامة
- مركز إنماء الموارد البشرية [5]

## البحث العلمي
- مركز دارس للبحث العلمي والتطوير التقني
- مركز الخدمات الاستشارية وتوطين الابتكار
- مركز الخليل بن أحمد الفراهيدي للدِّراسات العربيَّة
- وحدة بحوث الأفلاج
- كرسيّ النَّباتات الطَّبيَّة العُمانيَّة ونتاج الأحياء البحريَّة
- أنشطة بحثية

## روابط خارجية
- موقع الجامعة